# Steve Bould
Stephen Andrew „Steve“ Bould (* 16. November 1962 in Stoke-on-Trent) ist ein ehemaliger englischer Fußballspieler.

## Leben und Karriere
Bould begann seine Karriere als Jugendlicher bei seinem Heimverein Stoke City 1978. Im November 1981 bekam der Engländer einen Profivertrag. Sein Debüt gab Bould im September 1981 gegen den FC Middlesbrough. Nach anfänglichen Problemen, in Bezug auf einen Stammplatz, wurde er für zwei Monate zu Torquay United verliehen. Nach seiner Rückkehr wurde der Innenverteidiger sofort Stammspieler. 1987 nach einer schweren Verletzung und ein mögliches Karriereende, kämpfte sich der Engländer wieder zurück und wechselte ein Jahr nach guten Leistungen zum FC Arsenal. Mit den Gunners gewann er in zehn Jahren drei Mal die englische Meisterschaft, zweimal den englischen Pokal, ein Mal den englischen Ligapokal und ein Mal den Europapokal der Pokalsieger. Nach seinen erfolgreichen Jahren im Highbury wechselte er 1999 für 500.000 £ zum AFC Sunderland. Sofort Kapitän der Mannschaft, musste er nach nur einer Saison seine Karriere wegen anhaltender Verletzungsprobleme beenden. International spielte er zweimal für die englische Fußballnationalmannschaft.
2001 bis 2012 war Bould Jugendtrainer beim FC Arsenal. 2012 übernahm er vom ausscheidenden Pat Rice den Posten des Assistant Managers des Vereines.

## Erfolge
- 3 × englischer Meister mit dem FC Arsenal (1989, 1991, 1998)
- 2 × englischer Pokalsieger mit dem FC Arsenal (1993, 1998)
- 1 × englischer Ligapokalsieger mit dem FC Arsenal (1993)
- 1 × Europapokal der Pokalsieger mit dem FC Arsenal (1994)